# ASTEX
ASTEX, también conocido como S71-2, es un satélite artificial  de la Fuerza Aérea de los Estados Unidos lanzado el 17 de octubre de 1971 desde la Base Aérea de Vandenberg mediante un cohete Delta.

## Objetivos
El objetivo de ASTEX fue probar diversas nuevas tecnologías para su uso en el espacio, como un nuevo sensor infrarrojo o un nuevo sistema de control térmico.

## Características
El satélite tenía una masa de 1500 kg y portaba un panel solar flexible desplegable de 457 metros de largo, que fue probado en varios ciclos de despliegue y recogida para probar su funcionamiento. También probó un nuevo sistema de comunicaciones y estudió la manera en que las partículas energéticas interactúan con la ionosfera.
La nave dejó de funcionar el 20 de diciembre de 1973 tras el envío de un comando al satélite para indicarle al transmisor que dejase de transmitir.